# Kiruna
Kiruna è una città della Svezia, capoluogo del comune omonimo. È la città più settentrionale della Svezia, con circa 20 000 abitanti. Si trova a nord del circolo polare artico ed è famosa per le sue miniere di ferro. A Kiruna sono ambientati i romanzi di Åsa Larsson, tra i quali Le colpe dei padri edito in Italia da Marsilio nel 2022.

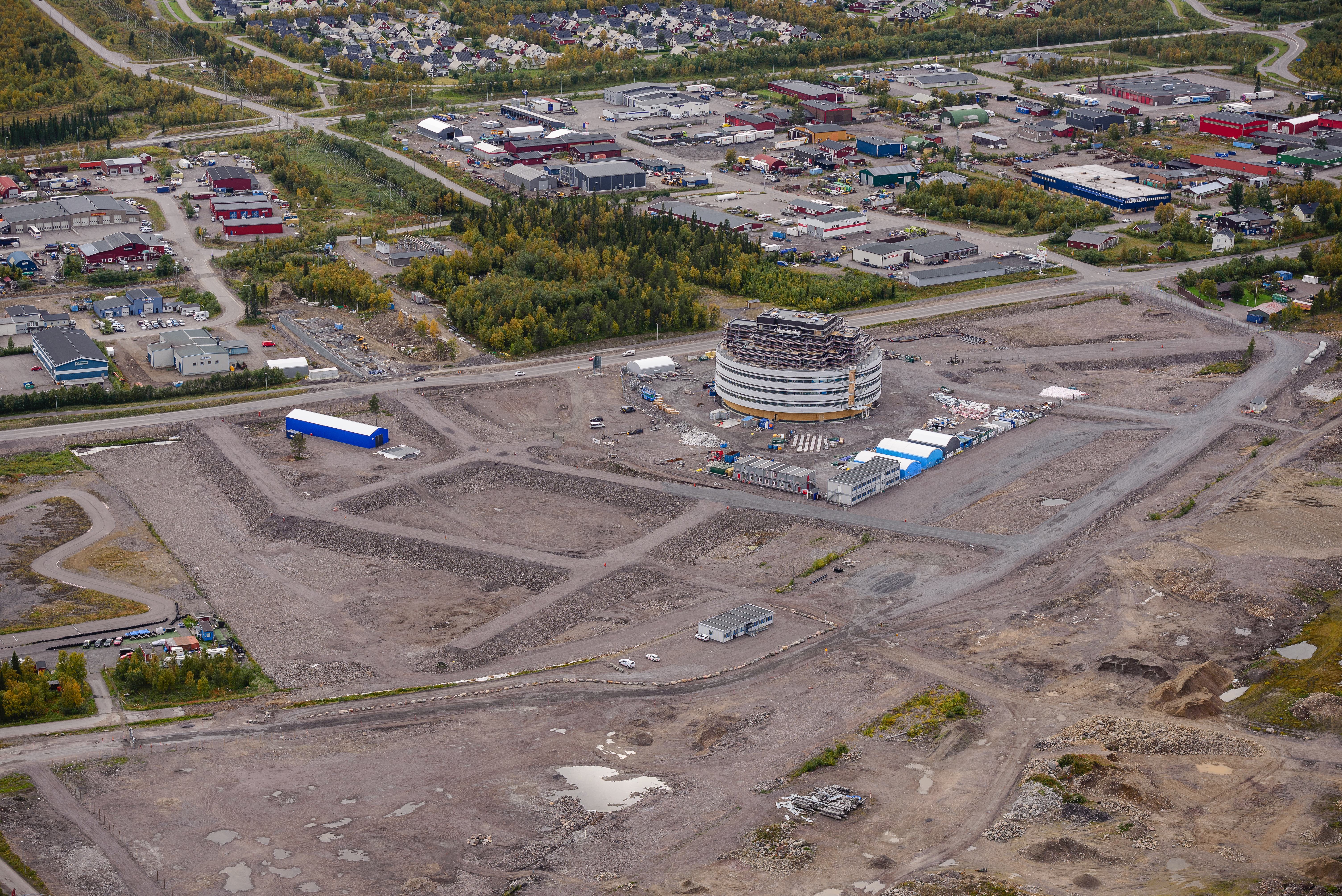
Il nuovo centro cittadino in costruzione nel 2017

## Geografia fisica
Kiruna divenne una città svedese nel 1948 e all'inizio venne considerata la più estesa città del mondo per superficie, ma dopo la riforma municipale svedese degli anni settanta il termine "città" venne abolito.
Situata 145 chilometri a nord del circolo polare artico, a Kiruna è sempre giorno 24 ore su 24 (sole di mezzanotte) approssimativamente dal 30 maggio al 15 luglio. La notte polare è di qualche settimana più breve, dal 13 dicembre al 5 gennaio.

## Storia

### Origini
I ritrovamenti archeologici hanno svelato che la zona di Kiruna è abitata da circa 6 000 anni. Tuttavia, la città di Kiruna è stata fondata soltanto nel 1900, anche se i Sami sapevano della presenza dei minerali ferrosi nelle alture circostanti. Nel 1696, Samuel Mört, un computista della piccola comunità rurale di Kengis, scrisse infatti della presenza di metallo sulle colline di Kiirunavaara e di Luossavaara. Il ricercatore Anders Hacksell rappresentò su carta l'area nel 1736 denominando le due colline Fredriks berg (Kiirunavaara) e Berget Ulrika Eleonora (Luossavaara), in onore del re Federico I di Svezia e di sua moglie Ulrica Eleonora di Svezia. Nonostante i vasti giacimenti di minerali, non fu iniziata alcuna attività estrattiva a causa della posizione remota e del clima molto rigido del luogo. Nel XVIII secolo si usava però estrarre i minerali in estate per trasportarli in inverno, usando slitte trainate da renne e cavalli. Tuttavia, i costi elevati e la quantità di fosforo nei minerali portarono nel 1878 all'utilizzo del convertitore Bessemer che permise di separare il fosforo dai minerali.
Nel 1884, The Northern of Europe Railway Company (it: Associazione Ferrovie Nordeuropee) provvide alla costruzione di una linea ferroviaria dalla città di Luleå (sempre in Svezia) a quella di Narvik (in Norvegia). Il tratto tra Luleå e Malmberget fu terminato nel 1888, con il primo treno che partì da quest'ultima a marzo. Più o meno nello stesso periodo, l'azienda inglese fallì e fu costretta a cedere allo Stato svedese la linea al prezzo di 8 milioni di corone svedesi, circa la metà della somma inizialmente investita. Dopo un'importante opera di ricostruzione, fu possibile usare la linea ferroviaria fino a Gällivare e quindi l'estrazione mineraria poté riprendere.

## Economia
La città sorge sul deposito minerario di ferro più grande al mondo, che da solo rappresenta l'80% del minerale estratto in Europa. In seguito all'indebolimento del suolo causato dall'incessante attività estrattiva, la città verrà progressivamente spostata di 3 km.
Nel gennaio 2023 la società statale LKAB ha scoperto un giacimento contenente 1 milione di tonnellate di ossidi di terre rare.
Kiruna è anche un importante centro per la ricerca spaziale: nei pressi della città vi sono infatti una stazione della rete ESTRACK dell'Agenzia Spaziale Europea, il sito di lancio per razzi sonda Esrange, una stazione ricevente dell'EISCAT e l'Istituto di fisica spaziale e il Dipartimento di scienze spaziali dell'Università tecnica di Luleå; vi sono inoltre piani per la costruzione di uno spazioporto da parte della Virgin Galactic.

## Lo spostamento di Kiruna
La maggior parte degli edifici verrà demolita, con l'eccezione di alcune strutture di rilevanza architettonica, come la chiesa di Kiruna, che saranno rilocate nella nuova area urbana.
Nel 2007 la LKAB propose di ricostruire il centro cittadino a nord-ovest, ai piedi della collina di Luossavaara. Il processo di trasferimento, previsto per durare circa 30 anni, ebbe inizio con questa proposta ufficiale presentata l'8 gennaio 2007.
Tuttavia, nel giugno 2011, il consiglio comunale decise di spostare la città verso est, in direzione di Tuolluvaara (coordinate 67°51′01″N 20°18′02″E), anziché nella posizione nord-occidentale inizialmente proposta.
Lo spostamento della città cominciò con la costruzione del nuovo municipio nel 2016. Nell'estate del 2024, circa la metà degli edifici situati nell'area interessata dalle deformazioni era già stata demolita e ricostruita nel nuovo centro. Inoltre, 19 edifici di valore culturale furono trasferiti nella loro nuova collocazione.

## Sport
Stazione sciistica specializzata nello sci nordico, ha ospitato varie gare della Coppa del Mondo di sci di fondo e numerose gare minori.

## Nella cultura di massa
Il film Abisso (The Abyss) di Richard Holm, prodotto da Netflix e uscito nel 2023, è girato a Kiruna ed incentrato sul cedimento del terreno dovuto alle miniere.

## Galleria d'immagini

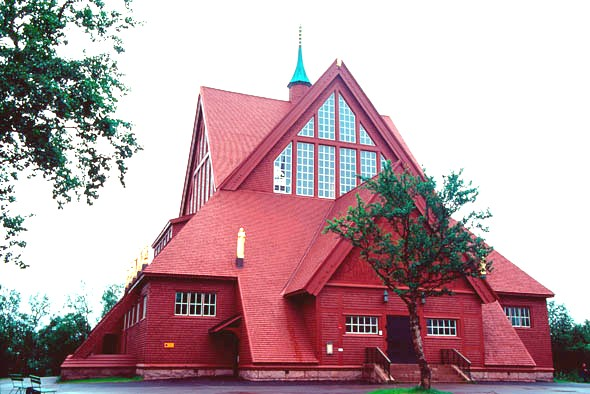
La chiesa di Kiruna
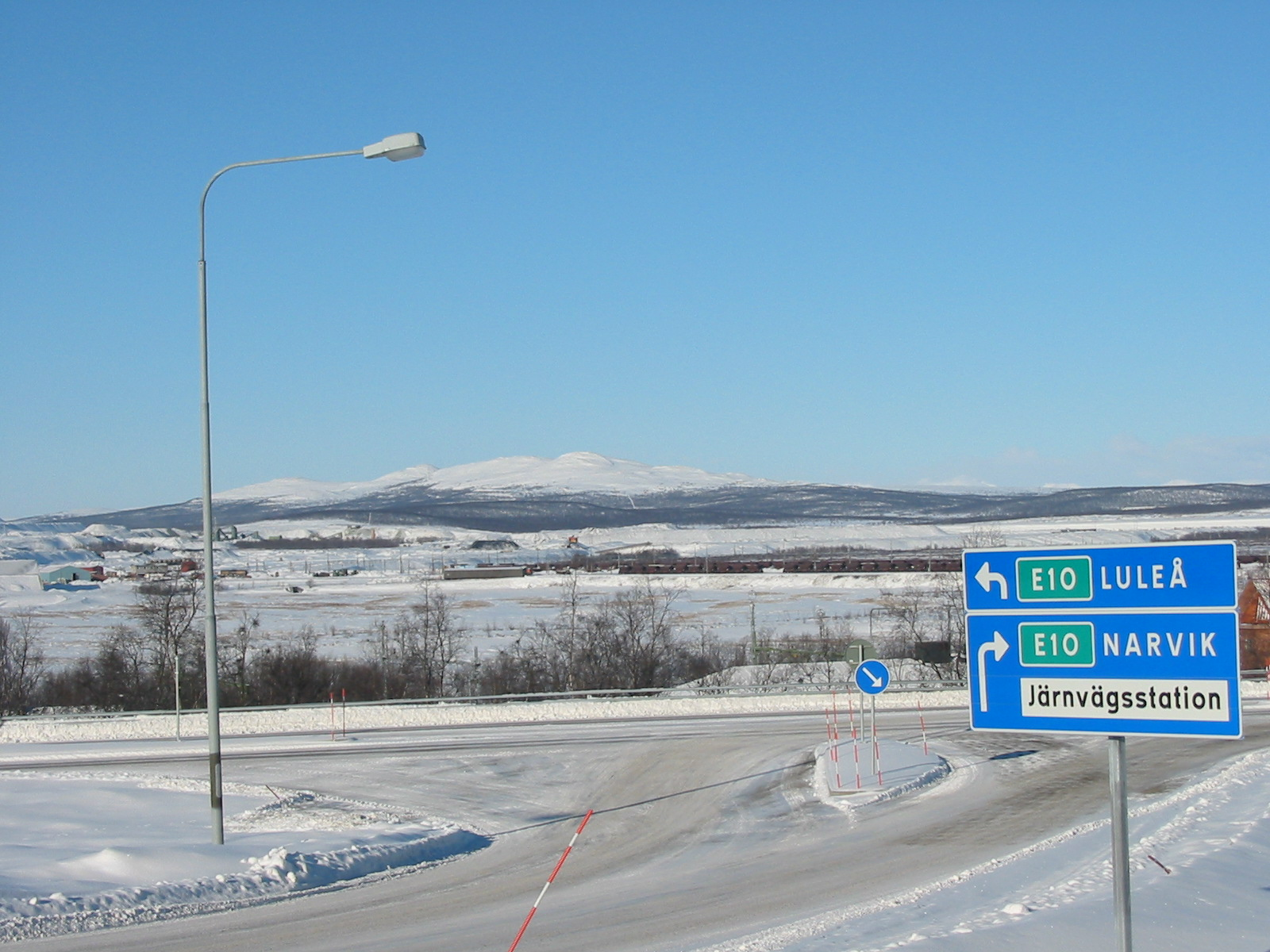
Vista dei dintorni di Kiruna, con il bivio della strada europea E10 a sinistra per Luleå e a destra per Narvik, Norvegia